# Sekspedycja
Sex Drive – film produkcji amerykańskiej z 2008 roku na podstawie książki All the Way Andy'ego Behrensa.

## Fabuła
Perypetie nastolatka, który w końcu chce stać się "prawdziwym" mężczyzną.

## Główne role
- Josh Zuckerman - Ian
- Amanda Crew - Felicia
- Clark Duke - Lance
- James Marsden - Rex
- Seth Green - Ezekiel
- Alice Greczyn - Mary
- Katrina Bowden - Pani Tasty
- Charlie McDermott - Andy
- Mark L. Young - Randy
- Cole Petersen - Dylan
- Dave Sheridan - Bobby Jo
- Michael Cudlitz - Rick
- Allison Weissman - Becca
- Andrea Anders - Brandy